# Машинобудівник (стадіон, Берислав)
Стадіон «Машинобудівник» — стадіон у місті Берислав Херсонської області.

## Історія
Раніше вміщував близько 4000 глядачів (за рахунок дерев'яних лав).
З 2016 по 2020 роки на стадіоні проводила домашні матчі відроджена «Таврія» (Сімферополь). У 2017 році встановлено нові пластикові сидіння, відремонтовано роздягальні та душові, завдяки чому стадіон почав відповідати мінімальним вимогам для проведення поєдинків Другої ліги.

## Опис стадіону
Знаходиться на околиці Бериславського машинобудівного заводу. Поряд зі стадіоном знаходиться цвинтар, а також міні-футбольне поле зі штучним покриттям.
На території споруди знаходяться ВІП-ложа, металеве табло (не використовується), а також постамент для олімпійського вогню. До 2017 року були й дерев'яні лави, але згодом їх замінили на пластикові сидіння.